# Orthotrichum obtusatum
Orthotrichum obtusatum är en bladmossart som beskrevs av R. Brown ter 1895. Orthotrichum obtusatum ingår i släktet hättemossor, och familjen Orthotrichaceae. Inga underarter finns listade i Catalogue of Life.